# Remigia latipes
Remigia latipes là một loài bướm đêm trong họ Erebidae.